# Підпільна імперія
«Підпільна імперія» (англ. «Boardwalk Empire») — американський телесеріал кабельної мережі HBO про зародження великого грального центру Атлантик-Сіті в 20-і роки XX століття за часів «сухого закону».
Сценаристом та продюсером є Теренс Вінтер — володар нагороди «Еммі» за сценарій до телесеріалу «Клан Сопрано». Режисером першого епізоду став Мартін Скорсезе. 1 вересня 2010 року HBO анонсував ще 11 епізодів. Прем'єра відбулася 19 вересня 2010 року. 21 вересня 2010 року було оголошено, що буде знятий другий сезон, оскільки перша серія отримала найвищий рейтинг з часів прем'єри серіалу «Дедвуд».

## Сюжет
1920 рік. У центрі сюжету — Атлантик-Сіті. Історія починається за кілька годин до того, як США вступить в епоху «Сухого закону». Енох «Накі» Томпсон — міський скарбник і бос місцевого криміналітету зі зв'язками на самому «верху» — вирішує скористатися ситуацією і отримати фантастичні прибутки на підпільній торгівлі алкоголем. Однак не він один жадає збагатитися на новому промислі. У цьому зацікавлені ватажки злочинних угруповань Чикаго і Арнольд Ротштейн, великий фінансист і махінатор з Нью-Йорка. Про те ж думає і молодий помічник «Накі» — Джиммі Дармоді, ветеран Першої світової війни, який вже як місяць повернувся з Франції після лікування в госпіталі через поранення. Він вирішує нишком напасти на перший же «караван» з алкоголем, який на вантажівках повинні були переправити Ротштейну. Здійснити грабіж Дармоді допомагає Аль Капоне, молодий помічник Джонні Торріо, одного з босів чиказьких злочинців. З алкогольною контрабандою, що зароджується, намагається боротися Нельсон Ван Алден, старший агент ФБР, який очолив новий департамент в Атлантик-Сіті.

## У ролях
- Стів Бушемі — Енох «Накі» Томпсон, створений на основі Накі Джонсона
- Майкл Пітт — Джеймс «Джиммі» Дармоді
- Келлі Макдональд — Маргарет Шредер
- Майкл Шеннон — агент Нельсон Ван Алден
- Ши Віґгем — Еліас «Елі» Томпсон, брат Накі
- Алекса Палладіно — Анджела Дармоді
- Майкл Сталберг — Арнольд Родстін
- Стівен Грем — Аль Капоне
- Доменік Ломбардоцці — Ральф Капоне[en]
- Вінсент П'яцца — Лакі Лучано
- Пас де ла Верта — Люсі Данзігер
- Майкл К. Вільямс — Чалкі Вайт
- Ентоні Лаціура — Едді Кесслер
- Дебні Коулмен — командор Льюїс Кестнер
- Джек Г'юстон — Річард Херроу (періодично в 1 сезоні; постійно в 2-4 сезонах) — колишній снайпер армії США, був другом Джиммі. Отримавши важке поранення в обличчя на фронті, носить олов'яну маску на обличчі.
- Майя Казан — Мейбл Джефрис

### Другорядні персонажі
- Ґретчен Мол — Джилліан
- Грег Антоначчі — Джонні Торріо
- Макс Каселла — Лео Д'Алессіо, прототипом якого став Лео Ланчетті, гангстер з Філадельфії
- Едоардо Баллеріні — Ігнатіус Д'Алессіо, прототипом якого став Ігнасіус Ланчетті, гангстер з Філадельфії
- Стівен Рут — Гастон Мінс, шахрай, фальшивомонетник, підозрюваний у вбивстві, який пізніше став спецагентом Міністерства юстиції США.[3]

## Список епізодів

### Сезон 1 (2010)
| №  |  | Українською                   |  | Англійською          |  | Вийшов у США      |
| -- |  | ----------------------------- |  | -------------------- |  | ----------------- |
| 1  |  | Підпільна імперія             |  | Boardwalk Empire     |  | 19 вересня 2010   |
| 2  |  | Вежа Слонової Кістки          |  | The Ivory Tower      |  | 26 вересня 2010   |
| 3  |  | Бродвейський експрес          |  | Broadway Limited     |  | 3 жовтня 2010     |
| 4  |  | Анастасія                     |  | Anastasia            |  | 10 жовтня 2010    |
| 5  |  | Ночі в Белліграні             |  | Nights in Ballygran  |  | 17 жовтня 2010    |
| 6  |  | Контроль народжуваності       |  | Family Limitation    |  | 24 жовтня 2010    |
| 7  |  | Дім                           |  | Home                 |  | 31 жовтня 2010    |
| 8  |  | Залишіть в раю                |  | Hold Me in Paradise  |  | 7 листопада 2010  |
| 9  |  | Прекрасна жінка               |  | Belle Femme          |  | 14 листопада 2010 |
| 10 |  | Смарагдове місто              |  | The Emerald City     |  | 21 листопада 2010 |
| 11 |  | Зелений Париж                 |  | Paris Green          |  | 28 листопада 2010 |
| 12 |  | Все повернулось на свої місця |  | A Return to Normalcy |  | 5 грудня 2010     |

## Цікаві факти
- Атлантик-Сіті двадцятих років був у точності відтворений для цього серіалу в Брукліні (Нью-Йорк). Бюджет прем'єрної серії склав 18 млн. $, з яких 5 млн. $ пішли на відтворення міського кварталу з усіма внутрішніми інтер'єрами, а також спорудження дощатого настилу набережної довжиною близько 91,5 метрів[4]. Виконавчий продюсер і режисер пілотної серії Мартін Скорсезе був настільки вимогливий в плані точності, що, наприклад, наполягав, щоб дошки для настилу були точно такого ж розміру, як вони були в Атлантик-Сіті в той час[5].
- Реально існуючий Енох «Накі» Джонсон послужив прототипом для «Накі» Томпсона. Зовні Джонсон зовсім не був схожий на актора Стіва Бушемі: це був статечний чоловік, високий і огрядний, з лисиною, — нагадував радше персонажа Тоні Сопрано з серіалу «Клан Сопрано». Сценарист «Підпільної імперії» Теренс Вінтер, який також працював над сценаріями серій для «Клану Сопрано», хотів створити персонаж «Накі», що відрізняється від образу, реального чи зіграного Джеймсом Гандольфіні[4][6].